# Чихана, Чакуфва
Чакуфва Чихана (англ. Chakufwa Chihana; 23 апреля 1939 — 12 июня 2006, Йоханнесбург) — малавийский государственный и политический деятель. Правозащитник, сторонник демократии, профсоюзный деятель. Занимал должность второго вице-президента Малави при президенте Бакили Мулузи. Его часто называют «отцом малавийской демократии». Являлся лидером первого подпольного политического движения Малави, которое призывало президента Хастингса Банду, правившего три десятилетия, провести в стране референдум по политическому плюрализму. В 1992 году был награждён премией имени Роберта Кеннеди в области прав человека.

## Ранний период жизни и карьера
Родился в деревне Мхуджу в северном регионе Ньясаленда. Его отец умер, когда он был ребёнком, и его воспитывала мать, активистка среди местных женщин. После средней школы работал на колониальное правительство и стал активным членом «Общего торгового союза», насчитывающего 4000 человек. В 1958 году стал секретарём профсоюза по связям с общественностью и редактором журнала.
В следующем году, в возрасте 21 года, был назначен генеральным секретарём профсоюза. Принимал активное участие в кампаниях с участием Малавийских железных дорог и Imperial Brands. Учился в университетах Осло и Дубровника и получил степень магистра политики в Брэдфордском университете. Работал преподавателем в Университете Ботсваны. В 1985 году стал соучредителем и генеральным секретарём координационного совета профсоюзов Южной Африки.

## Политическая активность

### Антиколониальная борьба
Присоединилась к антиколониальной Партии Конгресса Малави (ПКМ), которая была в оппозиции к Федерации Родезии и Ньясаленда и британскому правлению в Ньясаленде. К концу 1963 года Федерация Родезии и Ньясаленда распалась, и Хастингс Банда стал премьер-министром новой независимой Малави. Он начал консолидировать власть в своих руках после того, как стал президентом, а Чакуфва Чихана продолжал поддерживать независимые профсоюзы и политическую демократию. В результате Хастингс Банда уволил его из ПКМ. Его отправили во внутреннюю ссылку, где он подвергался нападениям. Тайно сбежал в Кению с помощью католического священника. Продолжал критиковать Хастингса Банду в Кении, работая советником Кенийской федерации труда.

### Политическая ссылка и арест
Был диссидентом во время правления президента Хастингса Банды и провёл большую часть 1970-х и 1980-х годов либо в заключении, либо в изгнании. Как профсоюзный лидер и демократический активист, был задержан после похищения и последующего возвращения из Кении в 1970 году. Во время семилетнего заключения его пытали, и он провёл пять лет в одиночной камере. Будучи пресвитерианином, он позже раскритиковал молчание церкви после его задержания. Однако организация Amnesty International назвала его узником совести и сыграла важную роль в его окончательном освобождении.
Был освобожден в 1977 году, но продолжал протестовать против однопартийного правления в Малави. В это время отправился в Англию, где учился в Наффилдском колледже Оксфордского университета.

### Работа с профсоюзами
Продолжал работать с профсоюзами юга Африки: в 1985 году стал соучредителем и генеральным секретарем координационного совета профсоюзов Южной Африки.

### Второе изгнание и арест
В 1992 году вернулся в Малави на демократическую конференцию. Там назвал партию Хастингса Банды «партией смерти и тьмы» и призвал к многопартийной системе. После выступления был арестован и приговорен к двум годам лишения свободы с каторжными работами за подстрекательство к мятежу. Однако давление продолжало нарастать, и Хастингс Банда согласился на проведение референдума, состоявшийся 17 июня 1993 года, на котором граждане высказалась за отмену однопартийного правления в стране. Был освобожден за четыре дня до референдума отчасти благодаря вице-президенту США Элу Гору, который вызвал посла Малави в Белый дом, чтобы выразить протест против задержания Чакуфмы Чиханы и призвать к установлению демократии.

## Возникновение политических партий
Был основателем и лидером политического движения «Альянс за демократию», которое стало политической партией после того, как в Малави стало законным создание политических партий. Тогда же сформировались и другие партии, в том числе Объединённый демократический фронт (ОДФ) Бакили Мулузи. На последующих всеобщих выборах Партия Конгресса Малави уступила власть Объединённому демократическому фронту, а новая политическая партия Альянс за демократию заняла третье место. По иронии судьбы, несмотря на известность Чакуфмы Чиханы как лидера демократии в Малави, он проиграл выборы харизматичному Бакили Мулузи, который жил за пределами страны. Бакили Мулузи стал первым демократически избранным президентом Малави, но назначил Чакуфму Чихану вторым вице-президентом страны.

## Политическая карьера
Занимал должность вице-президента Малави при президенте Бакили Мулузи с 1994 по 1996 год и снова с 2003 по 2004 год. В этот период произошел политический упадок Альянса за демократию под его руководством, который к 2006 году сократился до двух мест в 193-местном Национальном собрании. Также стал враждовать с Пресвитерианской церковью Центральной Африки, предупреждая её держаться подальше от политики.
По данным The Guardian, во время своего второго срока ему не удалось справиться с растущим продовольственным кризисом в стране, что привело к его отставке.

## Смерть
Умер после операции по удалению опухоли головного мозга в Йоханнесбурге (Южно-Африканская Республика) 12 июня 2006 года в возрасте 67 лет. Был удостоен государственными похоронами. У него остались жена Кристина Чихана, сын Енох Чихана и две дочери, Нина и Тавонга.

## Награды
- В 1992 году удостоен премии имени Роберта Кеннеди в области прав человека[8].